# Arge ustulata
Arge ustulata är en stekelart som först beskrevs av Carl von Linné 1758.  Arge ustulata ingår i släktet Arge, och familjen borsthornsteklar. Arten är reproducerande i Sverige.

## Bildgalleri

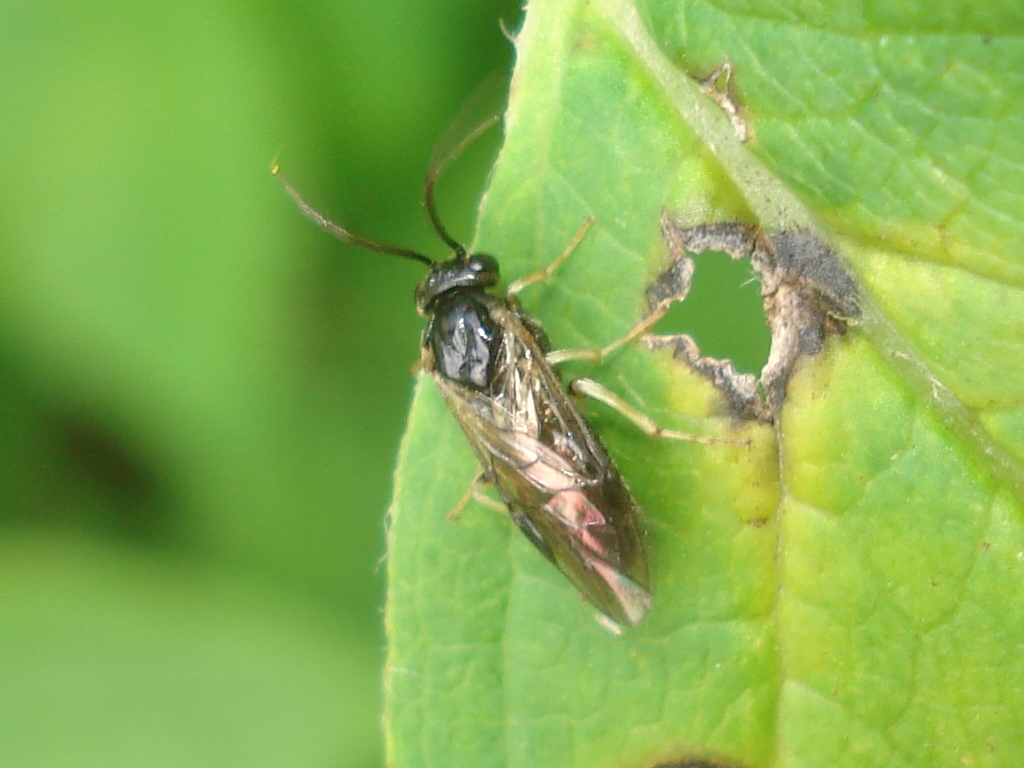
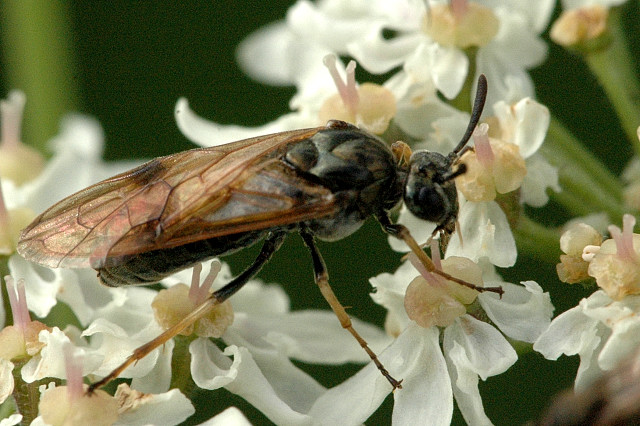
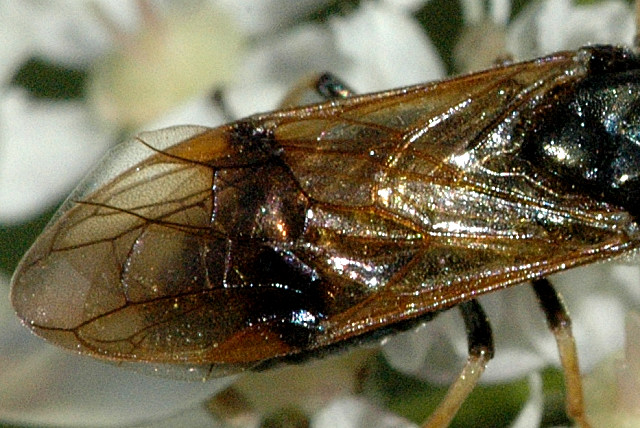